# Mala Hannivka, Novîi Buh
Mala Hannivka (în ucraineană Мала Ганнівка) este un sat în comuna Barativka din raionul Novîi Buh, regiunea Mîkolaiiv, Ucraina.

## Demografie
Componența lingvistică a localității Mala Hannivka
     Ucraineană (95,35%)
     Belarusă (3,88%)
     Alte limbi (0,78%)
Conform recensământului din 2001, majoritatea populației localității Mala Hannivka era vorbitoare de ucraineană (95,35%), existând în minoritate și vorbitori de belarusă (3,88%).